# Andreaskapelle (Holderstock)

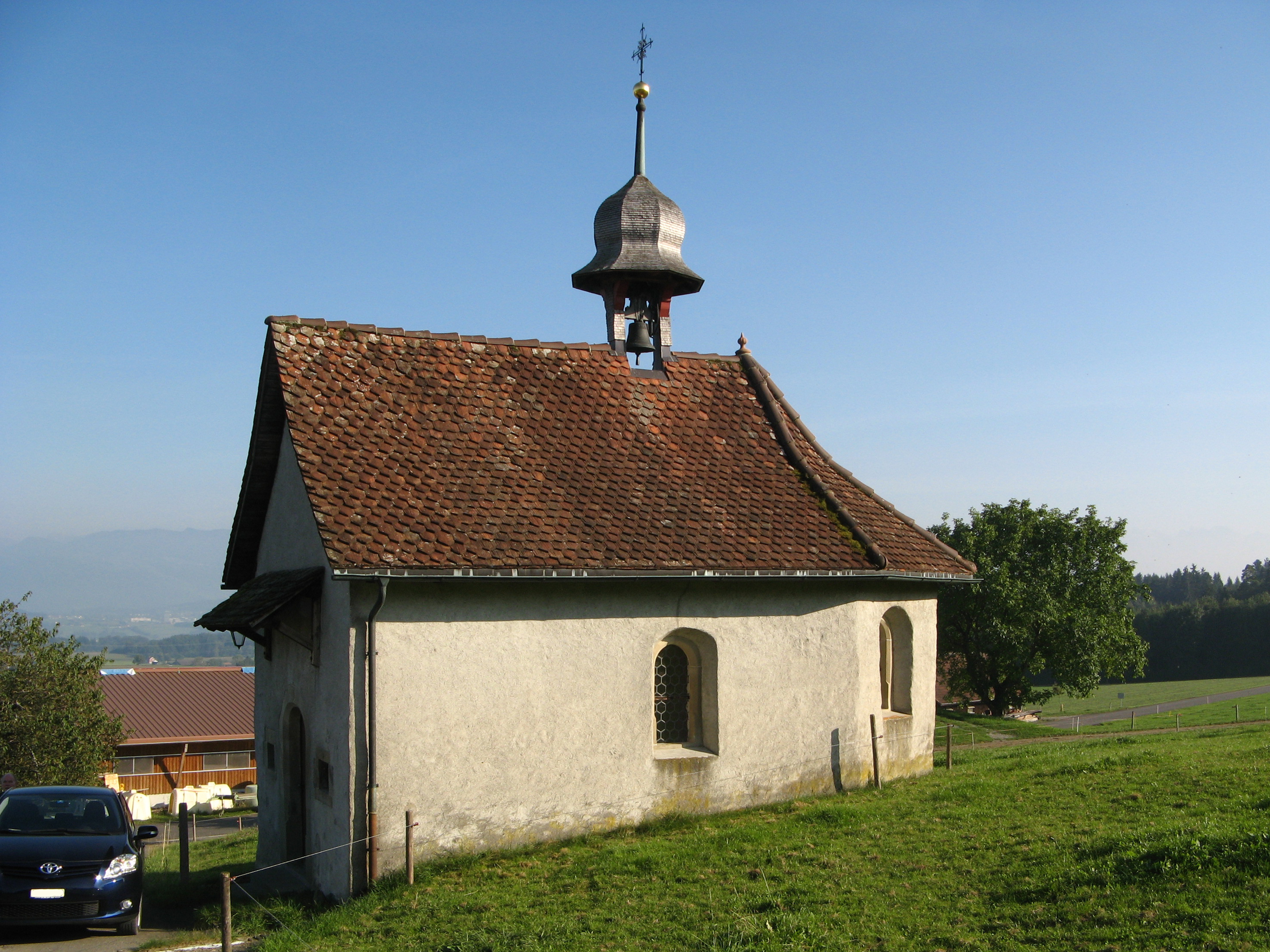
Andreaskapelle

Die Andreaskapelle ist eine römisch-katholische Kapelle in Holderstock, einem Weiler in der Gemeinde Sins im Kanton Aargau. Sie befindet sich nahe der Strasse nach Abtwil und steht unter Denkmalschutz.
Die dem Apostel Andreas geweihte Kapelle wurde 1665 errichtet, musste aber bereits sechs Jahre später erneuert werden. Zwischen 1959 und 1965 erfolgte eine Renovation. Seit jeher ist die Kapelle in Privatbesitz. Der dreiseitig geschlossene Chor ist nach Südwesten gerichtet, auf dem Satteldach erhebt sich ein offener Dachreiter mit Zwiebelhaube. Ein Rundbogenportal mit Wappen der Familie Burkart führt ins Innere. Neben dem modernen Blockaltar stehen zwei Holzfiguren der Maria und des Andreas aus dem späten 15. Jahrhundert.